# فيرا تيمبو
فيرا تيمبو من مواليد 25 يوليو 1953 هي سياسية زامبيا وعضو في الحركة من أجل الديموقراطية المتعددة الأحزاب. وشغلت منصب السيدة الأولى لزامبيا منذ عام 1991 حتى انفصالها عن زوجها السابق الرئيس فريدريك شيلوبا في عام 2001.
وفي عام 2006 عادت إلى العمل السياسي انتخابها في الجمعية الوطنية لزامبيا من دائرة كاسيني نجوى الانتخابية. 

## السيرة الذاتية
تزوجت تيمبو من فريدريك شيلوبا الذي أنجبت منه تسعة أطفال لمدة ثلاثة وثلاثين عاماً إلى أن أعلن انفصالهما في عام 2000. أصبح شيلوبا رئيسًا لزامبيا في عام 1991، مما جعل تيمبو سيدة البلاد الأولى من عام 1991 حتى طلاقهما. غادرت تيمبو مقر الرئاسة بعد وقت قصير من إعلان تشيلوبا وانتقل للعيش مع عائلته في ندولا. أصبح طلاقهما نهائيًا في 25 سبتمبر 2001 عندما تم منح فسخ من قبل محكمة محلية في ندولا بعد ثلاثة وثلاثين عامًا من الزواج.
ووصفت فيرا تيمبو ظروف انفصالها وطلاقها من تشيلوبا بأنها «مهينة». قامت بحملة خلال الانتخابات العامة عام 2001 من خلال حث النساء الزامبيات على التصويت في الانتخابات. كما أشارت إلى نيتها الدخول في السياسة. ترك شيلوبا منصبه في ديسمبر 2001 بعد فشله في كسب التأييد لولاية رئاسية ثالثة والتي تم حظرها بموجب دستور البلاد. الرئيس السابق فريدريك شيلوبا تزوج صديقته ريجينا موانزا في عام 2002، بعد بضعة أشهر من طلاقه من تيمبو تم الانتهاء.
وبحلول أوائل عام 2002، ذكرت الصحف الزامبية أن تيمبو كانت تعيش في فقر بعد أن زُعم أن شيلوبا جمدت حسابها المصرفي. رفعت دعوى 2.5 دولار أميركي ضد شيلوبا كجزء من تسوية الطلاق. عرضت الحكومة الزامبية مساعدة مالية من تيمبو في مايو 2002 بعد أن أدرجت ممتلكاتها الشخصية في مزاد علني. في عام 2006، ترشح تيمبو لمقعد دائرة كاسينينغوا في زامبيا كمرشح للحركة من أجل الديموقراطية المتعددة الأحزاب. وقد فازت في الانتخابات وأصبحت أول امرأة تمثل كاسيني نجوى وهي مقعد ريفي إلى حد كبير في المقاطعة الشرقية التي كانت تشغلها في بلدها، في الجمعية الوطنية. في أكتوبر 2006، بعد فترة وجيزة من الانتخابات عين الرئيس ليفي مواناواسا تيمبو نائبا لوزير السياحة والبيئة والموارد الطبيعية في حكومته.
وفيرا تيمبوالتي أعادت تعيينها نائبة للوزير من قبل خليفة موانا واسا، الرئيس روبيا باندا تولى حقيبة الوزارة من عام 2006 حتى عام 2011، عندما غادرت الجمعية الوطنية. وفي عام 2010، أشرف تيمبو على نقل وحيد القرن الأسود إلى حديقة لوانجوا الوطنية الشمالية ومناطق طبيعية أخرى في زامبيامستشهداً بالبرنامج كدفعة للبيئة في البلاد وصناعة السياحة على حد سواء.
في مارس 2015، أعلنت فيرا تيمبو أنها أصبحت قسا مسيحيا وأسست كنيسة جديدة تسمى وزارة الشفاء الدولية.